# Cornland
Cornland – jednostka osadnicza w Stanach Zjednoczonych, w stanie Illinois, w hrabstwie Logan.